# ZhuZhu Pets
 (mars 2012).
Si vous disposez d'ouvrages ou d'articles de référence ou si vous connaissez des sites web de qualité traitant du thème abordé ici, merci de compléter l'article en donnant les références utiles à sa vérifiabilité et en les liant à la section « Notes et références ».
ZhuZhu Pets, est le nom d'une franchise commerciale de produits destinés aux très jeunes enfants. Elle a été lancée en 2009 par le groupe américain Cepia LLC. La franchise a été commercialisée en France par le groupe Giochi Preziosi. La franchise comprend principalement des jouets robotisés en forme de hamsters, les Zhu Zhu Pets, et s'est étendue à plusieurs types de produits dérivés.

## Histoire
Les ZhuZhu Pets sont l'un des produits commercialisés par le groupe Giocchi Preziosi, qui se consacre à la conception et la distribution de produits à destination des très jeunes enfants. En 2008-2009, le groupe a enregistré un chiffre d’affaires consolidé de 865 300 000 € (+12,2 % par rapport à l'année précédente[réf. nécessaire]). Le Groupe maintient ses efforts pour développer sa présence à l’international, tout en consolidant sa surface de vente au niveau national, ainsi que dans le maintien de son positionnement  concurrentiel et des parts de marché en Italie. Les ZhuZhu pets ont été commercialisés en 2009 sur le marché américain, et ont ensuite été commercialisés en France en 2010.
Giochi Preziosi a été créée en 1978 en tant que grossiste de jouets. Par la suite, il a commencé à conclure des contrats en droits exclusifs avec des fabricants de jouets internationaux.

## Produits de la franchise

### Jouets
Chaque ZhuZhu Pets est un jouet motorisé en forme de  hamster émettant des bruits et des sons, et doté de roues. Les zhuzhu pets peuvent être programmés sur deux modes : le mode tendresse (par simple action sur la tête ou sur le nez, le zhuzhu pet émet des bruits de bonheur) et le mode aventure (où le zhuzhu pet émet des bruits aléatoires en explorant son habitat).
Tous les personnages de la collection zhuzhu pets ont des personnalités et des sons différents, ainsi qu'un signe de reconnaissance permettant de les distinguer les uns par rapport aux autres en accord avec leurs traits de caractère. Il existe aussi des bébés hamster : il en existe six modèles différents, mais, à la différence des Zhuzhu pets classiques, ils ne bougent pas tout seuls.
Il y a également des Zhuzhu Princess qui ressemblent aux Zhuzhu Pets normaux. Sur les Zhuzhu Pets et les Zhuzhu Princess, on peut leur mettre des vêtements.

### Film d'animation
Pour plus de détails, voir Fiche technique et Distribution.
Zhu Zhu Pets, le Magicien du Palais des Rêves (en anglais Quest for Zhu) est un long métrage d'animation américain réalisé par Bob Doucette et sorti directement en vidéo aux États-Unis en 2011. Réalisé en images de synthèse, c'est le premier long métrage adapté de la franchise américaine de jouets Zhu Zhu Pets.

#### Résumé
Pïpsqueak vit chez son amie une humaine et fait une bêtise, sa maîtresse la gronde. Elle décide d'aller dans un monde où les amis font la paix. Puis une étoile arrive et l'emporte dans ce monde. Elle est accueillie comme une reine. Peu après Stinker apparaît et les invite au palais de Zhu. Les quatre héros partent alors vers ce palais...

#### Personnages

##### ZhuZhu Pets
| Noms         | Traits de Personnalité         | Signe de reconnaissance      |
| ------------ | ------------------------------ | ---------------------------- |
| Pipsqueak    | Curieuse et énergique          | Étoile                       |
| Num Nums     | Gourmande et joyeuse → triste  | Cœur → Cœur brisé            |
| Chunk        | Affectueux                     | Spirale entourée d'un soleil |
| Mr. Sqiggles | Chipoteur, bavard et minutieux | Spirale                      |
| Zhu Fu       | Sage et magicien               | inconnu                      |

##### Ennemis
| Noms    | Traits de personnalité | Représentant |
| ------- | ---------------------- | ------------ |
| Mazhula | Diabolique             | Serpent      |
| Stinker | Trompeur               | Putois       |

##### Animaux
| Nom                                  | Traits de personnalité | Représentant         |
| ------------------------------------ | ---------------------- | -------------------- |
|                                      | Peureux                | Zèbre                |
|                                      | Chasseur               | Jaguar               |
| Néandertalzhu/Manga Manga            | Roi et chasseur        | Homme de Néandertal  |
| Zhurassique                          | Chasseur               | Animal du Jurassique |
| Abominable Zhu des neiges/Zhusquoyen | Gentil                 | Yéti                 |